# Jalalpore
Jalalpore è una suddivisione dell'India, classificata come census town, di 16.246 abitanti, situata nel distretto di Navsari, nello stato federato del Gujarat. In base al numero di abitanti la città rientra nella classe IV (da 10.000 a 19.999 persone).

## Geografia fisica
La città è situata a 20° 58' 0 N e 72° 54' 0 E e ha un'altitudine di 2 m s.l.m..

## Società

### Evoluzione demografica
Al censimento del 2001 la popolazione di Jalalpore assommava a 16.246 persone, delle quali 8.529 maschi e 7.717 femmine. I bambini di età inferiore o uguale ai sei anni assommavano a 1.936, dei quali 1.064 maschi e 872 femmine. Infine, coloro che erano in grado di saper almeno leggere e scrivere erano 12.101, dei quali 6.762 maschi e 5.339 femmine.